# Clasville
Clasville is een gemeente in het Franse departement Seine-Maritime (regio Normandië) en telt 222 inwoners (1999). De plaats maakt deel uit van het arrondissement Dieppe.

## Geografie
De oppervlakte van Clasville bedraagt 3,2 km², de bevolkingsdichtheid is 69,4 inwoners per km².
De onderstaande kaart toont de ligging van Clasville met de belangrijkste infrastructuur en aangrenzende gemeenten.

## Demografie
Onderstaande figuur toont het verloop van het inwonertal (bron: INSEE-tellingen).